# تحقیر (فیلم ۱۹۶۳)
تحقیر (به فرانسوی: Le Mépris) فیلمی است محصول ۱۹۶۳ به کارگردانی ژان لوک گدار که بر اساس رمانی ایتالیایی به نام شبحی در نیمروز (۱۹۵۴) نوشتهٔ آلبرتو موراویا و با حضور بریژیت باردو، میشل پیکولی، جک پالانس و جورجا مول ساخته شده‌است.

## داستان
جرمی پروکاش (جک پالانس) تهیه‌کننده آمریکایی، فریتز لانگ (با بازی خودش) کارگردان مشهور اتریشی را استخدام می‌کند تا فیلمی بر اساس اودیسه هومر بسازد. پروکاش که از شیوه فیلمسازی لانگ برای یک فیلم هنری رضایت ندارد پل جاوال (میشل پیکولی) فیلم‌نامه‌نویس را استخدام می‌کند تا فیلمنامه را بازنویسی کند. تضادی که از تردید بین یک اثر هنرمندانه و موفقیت تجاری به وجود می‌آید یکدفعه با تغییراتی همزمان می‌شود که در رابطه پل با همسرش کامیله جاوال (بریژت باردو) به وجود می‌آید و او بعد از اینکه با پروکاش که میلیونری عیاش است تنها می‌شود، از پل کناره می‌گیرد.

## بازیگران
- بریژیت باردو در نقش Camille Javal
- میشل پیکولی در نقش Paul Javal
- جک پالانس در نقش Jeremy Prokosch
- جورجا مول در نقش Francesca Vanini
- فریتس لانگ در نقش himself
- رائول کوتار در نقش the cameraman
- ژان-لوک گدار در نقش Lang's assistant director
- لیندا وراس در نقش سیرن

## تولید
تهیه‌کننده ایتالیایی کارلو پونتی از ژان لوک گدار خواست در صوت امکان در یک فیلم همکاری کنند. گدار اقتباسی از رمان موراویا بنام Il disprezzo (که در انگلیسی به «شبی در نیمروز» ترجمه شده) را پیشنهاد داد که برای نقش‌های اصلی آن کیم نواک و فرانک سیناترا را در نظر داشت اما آن‌ها این پیشنهاد را رد کردند. سپس پونتی مارچلو ماسترویانی و سوفیا لورن را پیشنهاد داد که این بار گدار مخالفت کرد.
با توجه به اصرار تهیه‌کننده به نمایش هیکلی جذاب و مشهور برای افزایش سود فیلم سرانجام باردو انتخاب شد این موضوع باعث شد شروع فیلم با صحنه‌ای از برهنگی باشد که گدار با شروع فیلم در سینمای رایج را به سخره گرفت و البته این صحنه بعد از پایان فیلمبرداری و با اصرار تهیه‌کننده آمریکایی فیلمبرداری شد. گدار در این فیلم به عنوان دستیار کارگردان لانگ نقش‌آفرینی کرد بنحوی که لانگ بسیاری از نظریات گدار دربارهٔ موج نوی سینمای فرانسه را بیان کرد. گدار همچنین از دو فیلمبردار فراموش شده موج نوی فرانسه یعنی مالت و رویزر در فیلم استفاده کرد.
در صحنه‌ای از فیلم باردو کتابی دربارهٔ لانگ به قلم مالت می‌خواند و رویزر هم بعدها مستندی دربارهٔ تولید فیلم ساخت. تحقیر کلاً در ایتالیا و توسط استودیوی چینه چیتای روم و در منطقه Casa Malaparte واقع در جزیره کاپری فیلمبرداری و ساخته شد. در صحنه‌هایی مشهور، شخصیت‌هایی که توسط باردو و پیکولی نقش آفرینی شده‌اند پی در پی در آپارتمانشان دعوا و آشتی می‌کنند. گدار این صحنه‌ها را همچون سلسله‌ای از صحنه‌های فیلمبرداری خاص در نور طبیعی و نزدیک به زمان واقعی ساخت. رائول کوتارد فیلمبردار تحقیر، فیلمبرداری چند تا از فیلم‌های اصلی موج نوی فرانسه از جمله از نفس افتاده ساخته گدار را انجام داد.

## نظرات
بر طبق نظر کالن مک کوب منتقد سایت اند ساوند، تحقیر بزرگ‌ترین فیلمیست که در اروپای بعد از جنگ ساخته شده‌است. بوسلی کراوتر فیلم را باشکوه خواند ولی در ادامه گفت کارگردان نتوانسته از استعدادش به شیوه‌ای هوشمندانه تر و درخشان تر استفاده کند. کروتر که نظرش دربارهٔ انگیزه شخصیت‌های اصلی روشن نیست می‌گوید: آقای گدار تلاش کرده‌است تا با این فیلم حسی دربارهٔ از خود بیگانگی افراد در این دنیای پیچیده ارائه دهد و او آشکارا به سمت خلق ریتمی در فیلم کشیده شده که آزار و ملال را بیان می‌کند.